# 僕たちの「深夜特急」―香港→デリー→ロンドン120日間バスの旅
僕たちの「深夜特急」―香港→デリー→ロンドン120日間バスの旅（ぼくたちのしんやとっきゅう　―ほんこん→デリー→ロンドン120にちかんバスのたび）とは1997年12月30日に発売された書籍の名称。レーベルはスパイク。著者は西牟田靖。内容は沢木耕太郎の「深夜特急」でたどったルートを忠実になぞった旅行した紀行文。